# Irma Torres
Irma Torres (Ciutat de Mèxic, 9 de març de 1926 - Cuernavaca, 5 de juny de 2010) va ser una actriu mexicana de cinema i televisió que va formar part de l'anomenada Època d'Or del cinema mexicà.

## Biografia
Va començar la seva carrera en 1944 actuant en la pel·lícula María Candelaria a costat de Dolores del Río i Pedro Armendariz.
En 1948 participa en un clàssic de la Època d'Or del cinema mexicà en la cinta Flor de caña, al costat de María Antonieta Pons, intervenció per la qual va guanyar el Premi Ariel a la millor actriu de repartiment el 1949.
El 1987 debuta en televisió a la telenovel·la Pobre señorita Limantour i el 1987 va participar en la telenovel·la Simplemente María. El 1995 va participar en María la del barrio, en la qual va interpretar la generosa Matilda Chávez, directora d'un centre de reclusió femení, al costat de Thalía.
Altres participacions seves en telenovel·les van ser a María Mercedes (en el paper de Nana Cruz), La usurpadora, La intrusa entre d'altres; la seva última actuació la va realitzar a la telenovel·la Entre el amor y el odio el 2002.
Va morir el 5 de juny de 2010 als vuitanta-quatre anys.

## Filmografia

### Telenovel·les
- Entre el amor y el odio (2002) .... Mirta
- La intrusa (2001) .... Otilia
- Mujer bonita (2001) .... Filomena
- Por un beso (2000) .... Leonora
- Carita de ángel (2000) .... Casera
- Por tu amor (1999) .... Bruja
- Rosalinda (1999) .... Julieta
- La usurpadora (1998) .... Eulalia
- Esmeralda (1997) .... Altagracia
- María, la del barrio (1995-1996) .... Matilda Chávez, Directora del reclusorio femenino
- Prisionera de amor (1994) .... Librada
- María Mercedes (1992) .... Nana Cruz
- Yo no creo en los hombres (1991) .... Emilia
- Simplemente María (1989) .... Crisanta Fernandez
- Pobre señorita Limantour (1987)

### Cinema
- Garden of death (1974) .... Domenica
- Dos mujeres y un hombre (1971)
- El médico módico (1971) .... Mujer infartada
- Ya somos hombres (1971) .... Mamá de Gabina
- La mujer de oro (1970)
- Las chicas malas del padre Méndez (1970)
- La caperucita roja (1960) .... María, mare de Pecoso
- Los soldados de Pancho Villa (1959) .... Soldadera
- La Cucaracha (1958) .... Soldadera
- Encrucijada (1956)
- El plagiario (1955)
- Los Fernández de Peralvillo (1954) .... Raquel
- Reportaje (1953) .... Sirvienta acusada de robo
- El grán mentiroso (1953) .... Angelita
- María del mar (1952) .... Maruca
- La llamada de África (1952) .... Marga[7]
- Con todo el corazón (1952) .... Rosita
- Mi mujer no es mía (1951) .... Petra
- Casa de vecindad (1951) .... Esther
- Pasión jarocha (1950)
- Tierra muerta (1949)
- En cada puerto un amor (1949)
- Comisario en turno (1949) .... La mancornadora, cabaretera
- Flor de caña (1948) .... Felisa
- La novia del mar (1948) .... Norberta
- El último chinaco (1948) .... Celia
- Bendita seas (1948)
- Extraña cita (1947) .... Mariquita
- La perla (1947)[8]
- Cuando lloran los valientes (1947)
- Aquí está Juan Colorado (1946) .... Rosa[9]
- La mujer de todos (1946) .... Carmen[10]
- Rayando el sol (1946) .... Amiga de Lupe
- Rosa del caribe (1946)[11]
- Bugambilia (1945) .... Sirvienta
- La señora de enfrente (1945) .... Chica pueblerina
- La trepadora (1944) .... Florencia
- Gran Hotel (1944) .... Veïna a taverna
- María Candelaria (1944)

## Premis
Premis Ariel
| Any  | Categoria               | Pel·lícula   | Resultat  |
| ---- | ----------------------- | ------------ | --------- |
| 1949 | Millor Actriu de Quadre | Flor de caña | Guanyador |